# Gabbeh (película)

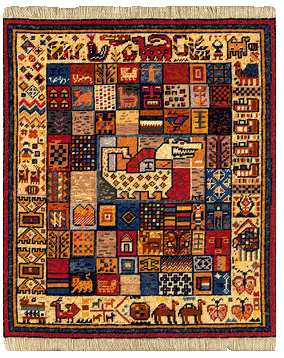
Una alfombra gabbeh moderna

Gabbeh es una película del realizador iraní Mohsen Makhmalbaf, estrenada en 1996.

## Génesis de la película
Gabbeh es el nombre de un tipo de alfombras tejidas a mano por las mujeres de una tribu nómada del sureste de Irán. Las tejedoras representan con cada color y cada dibujo de sus alfombras, hechos e historias cercanos a su vida y a la de su tribu. Mohsen Makhmalbaf empezó a rodar un documental sobre las tejedoras de Gabbeh, pero según avanzaba el rodaje tomó conciencia de la importancia de las historias que había detrás de cada alfombra y acabó desarrollando una película de ficción a partir de los dibujos tejidos de un tapiz. La película se rodó sin guion previo y guarda un carácter etnográfico que el realizador ha sabido entretejer hábilmente con una ficción poética en forma de fábula.

## Argumento
La película intercala dos niveles narrativos. Por un lado, una pareja de ancianos lava en el río una alfombra Gabbeh cuyos motivos representan a dos enamorados huyendo a caballo. Aquella antigua historia tejida en la alfombra cobra vida cuando los ancianos rememoran lo que fue el inicio de su historia de amor. Gabbeh es también el nombre de la joven protagonista de esta misma historia de amor, que viaja con su clan mientras su enamorado la sigue de lejos a caballo, esperando que ella pueda huir con él. Los rígidos códigos familiares no paran de retrasar la fecha de la petición de mano y de la boda, porque siempre ocurren acontecimientos que se anteponen al enlace.

## Premios
- Mejor Película Artística – Festival de Tokio (Japón) 1996
- Una de las 10 mejores películas seleccionadas por la crítica – periódico The Times (EE.UU), 1996
- Mejor Director – Festival de Sitges (España) 1996
- Premio de la Crítica - Festival de Sitges (España) 1996
- Mejor Película Asiática de Ficción – Festival de Singapur (Singapur) 1997